# فاندا لوزونية
فاندا لوزونية (الاسم العلمي:Vanda luzonica) هي نوع من النباتات تتبع جنس الفاندا من الفصيلة السحلبية.